# Platynereis sinica
Platynereis sinica är en ringmaskart som beskrevs av Sun, Shen in Sun, Wu och Shen 1978. Platynereis sinica ingår i släktet Platynereis och familjen Nereididae. Inga underarter finns listade i Catalogue of Life.